# Корбі Таун
ФК «Корбі Таун» (англ. Corby Town Football Club) — англійський футбольний клуб з міста Корбі, заснований у 1948 році. Виступає у Північній Прем'єр-лізі. Домашні матчі приймає на стадіоні «Стіл Парк», потужністю 3 893 глядачі.